# Chiesa abbaziale di Saint-Ouen
La chiesa di Sant'Audoeno (in francese: église Saint-Ouen) è un luogo di culto cattolico e uno dei principali monumenti di Rouen, in Francia.
Già chiesa abbaziale di un monastero benedettino, è famosa per il suo organo monumentale di Aristide Cavaillé-Coll.
Dal 1840 è monumento storico di Francia.

## Storia e Architettura

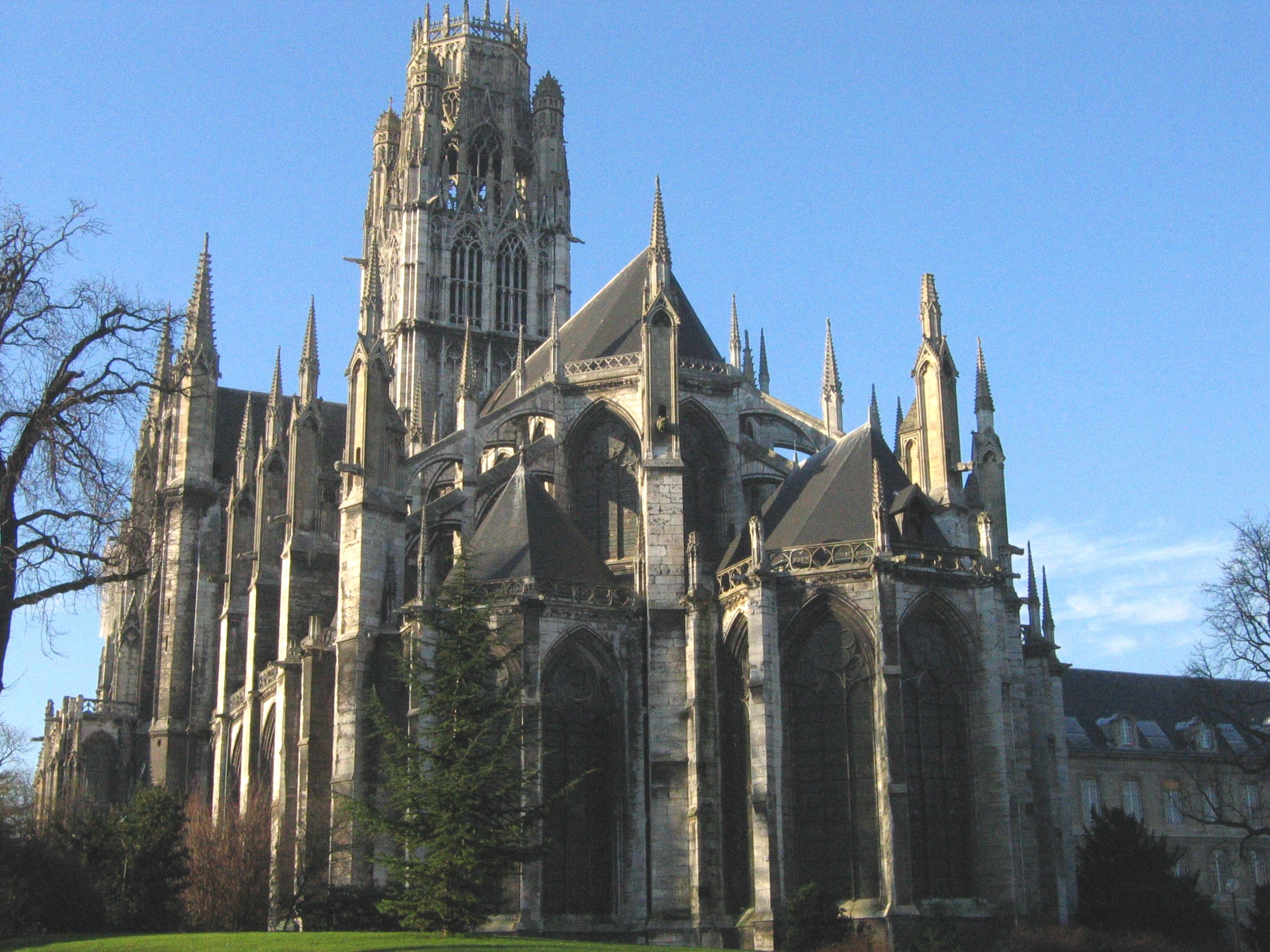
veduta della parte absidale

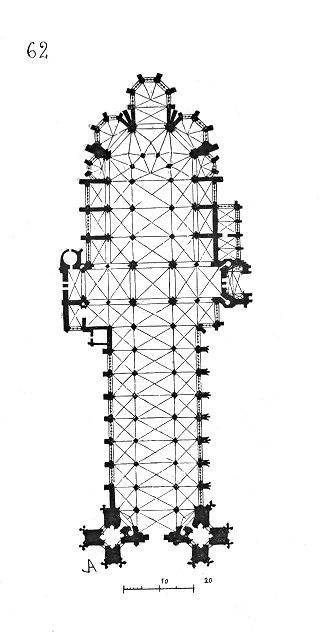
pianta della chiesa

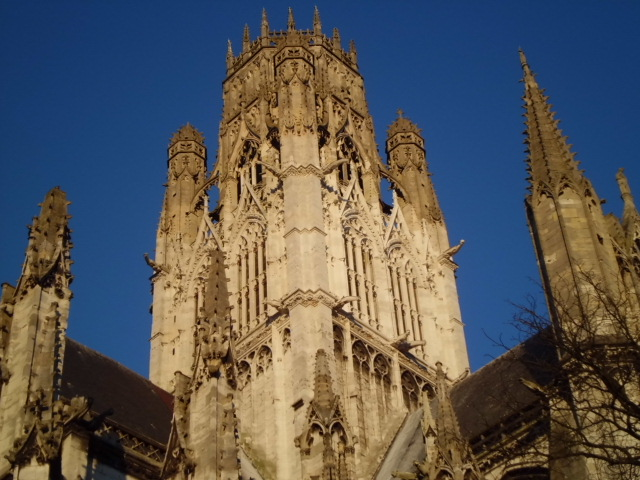
la Torre nolare

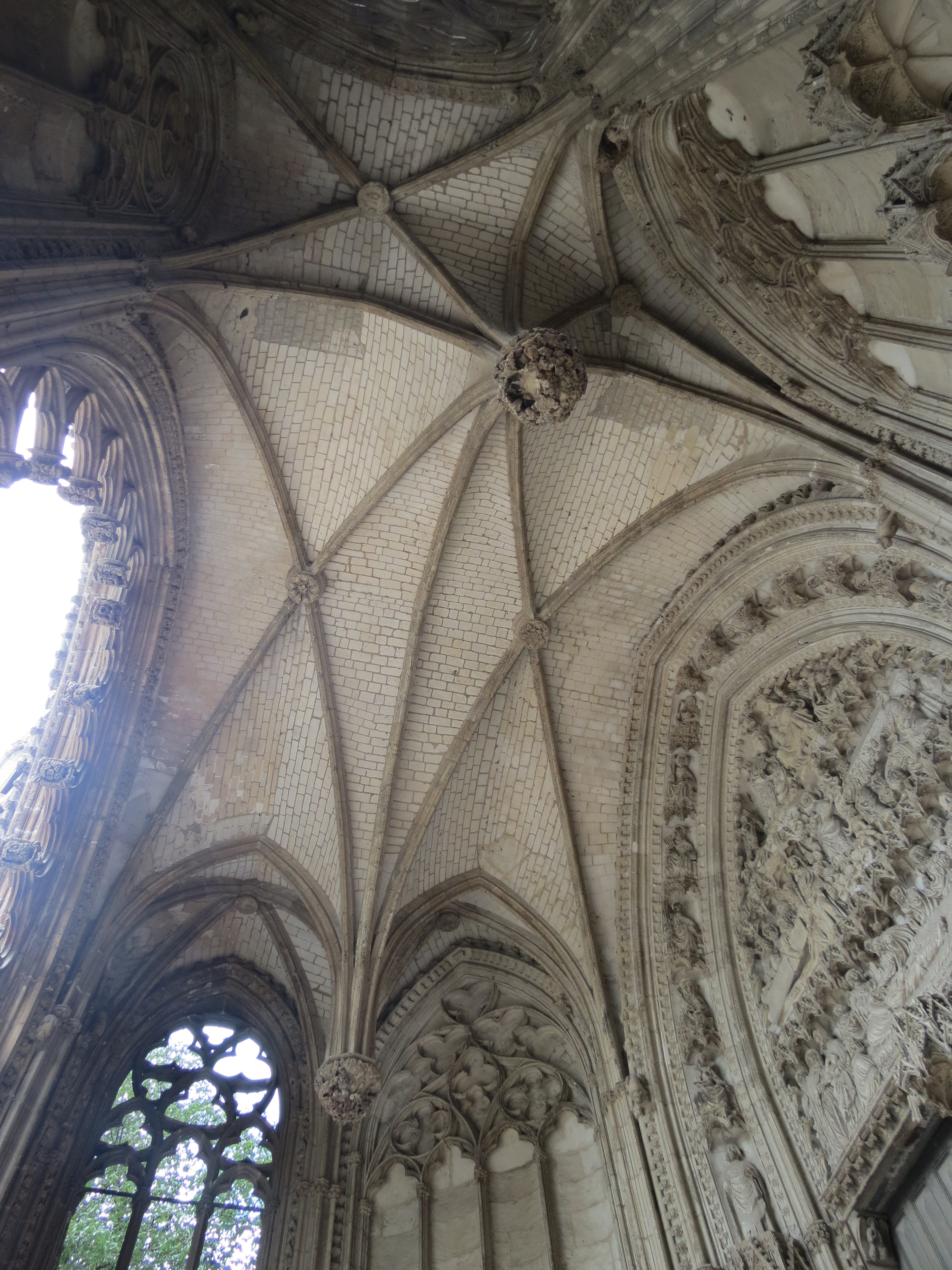
il Portale dei Grotteschi

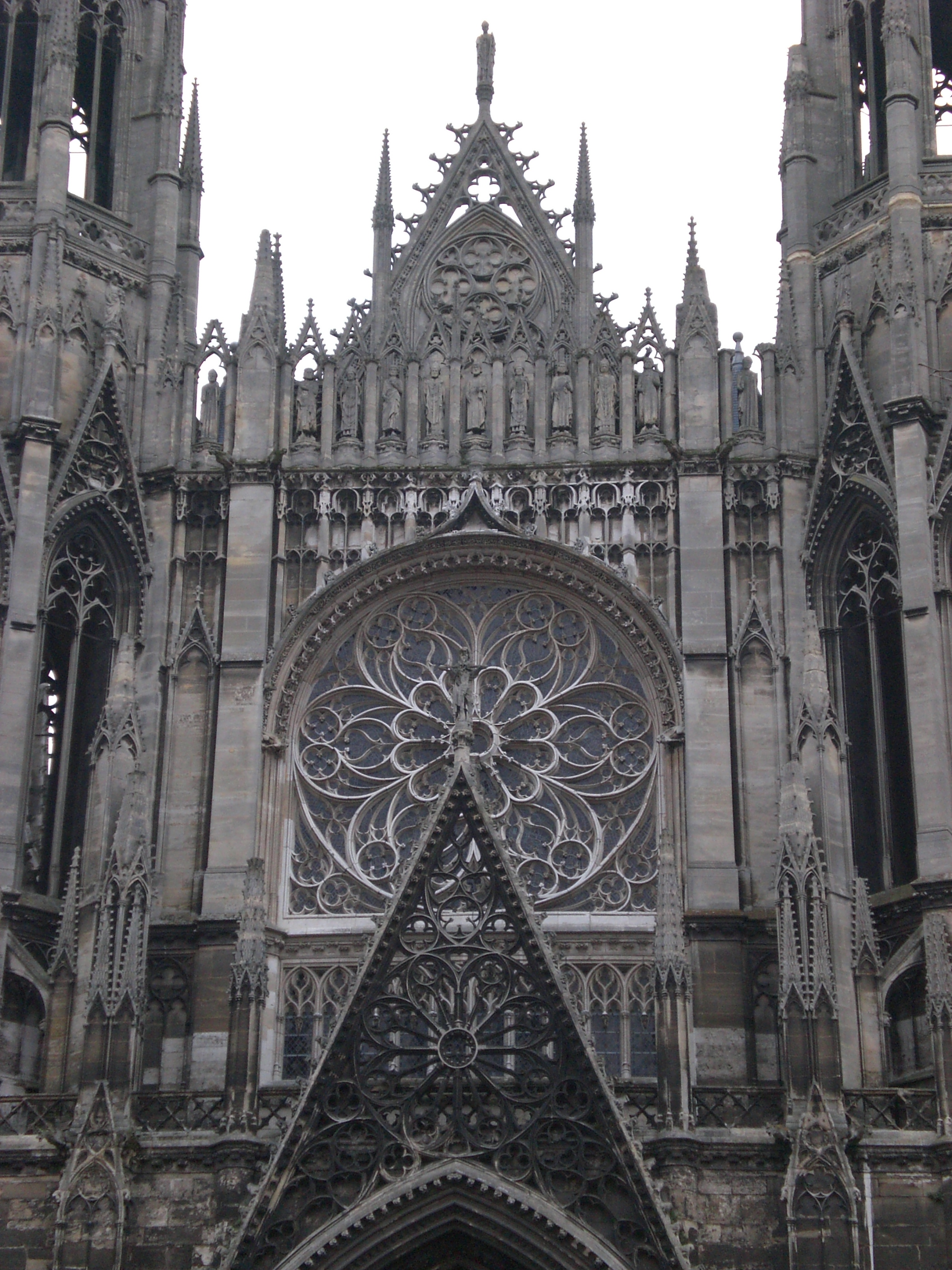
la Facciata principale

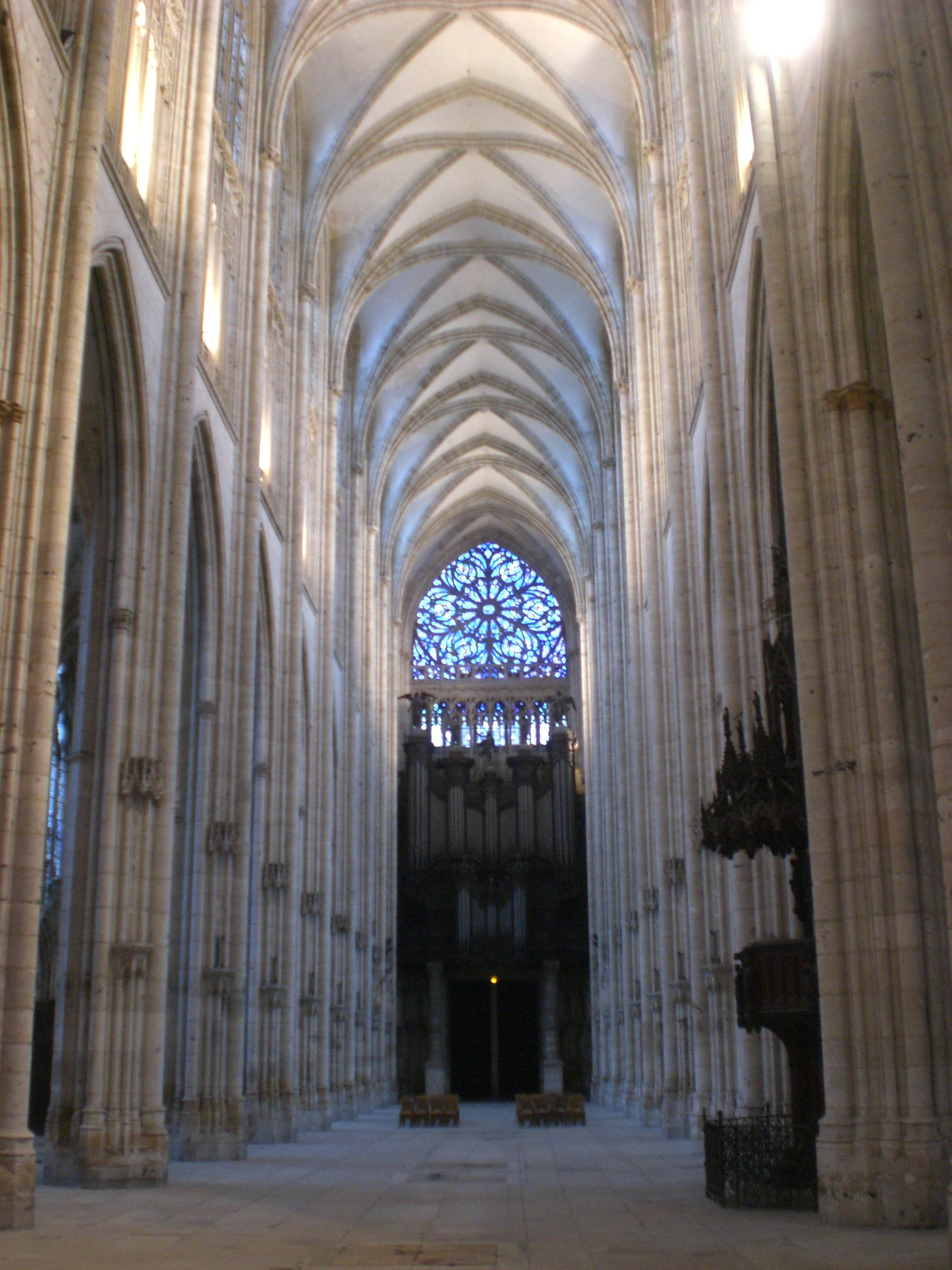
veduta della navata centrale

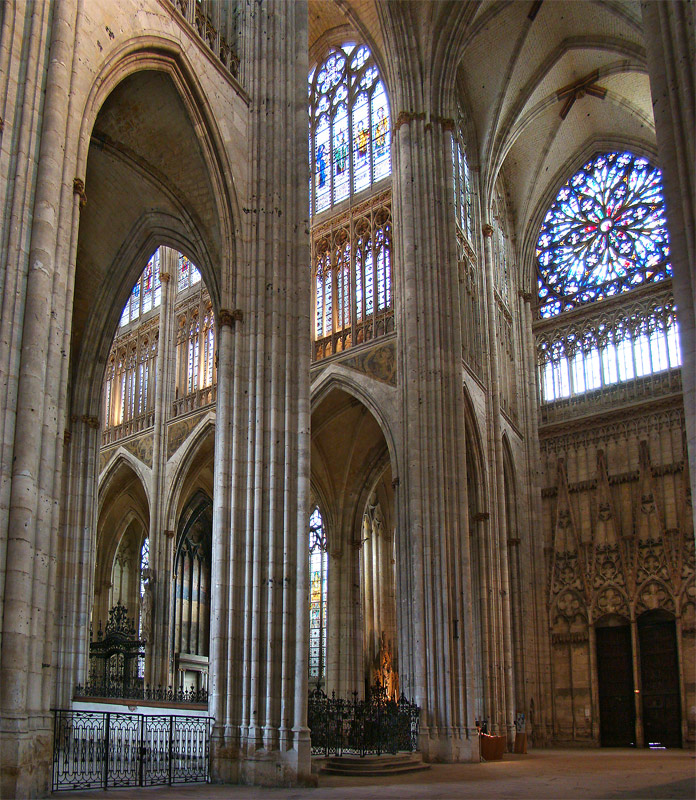
veduta dell'interno

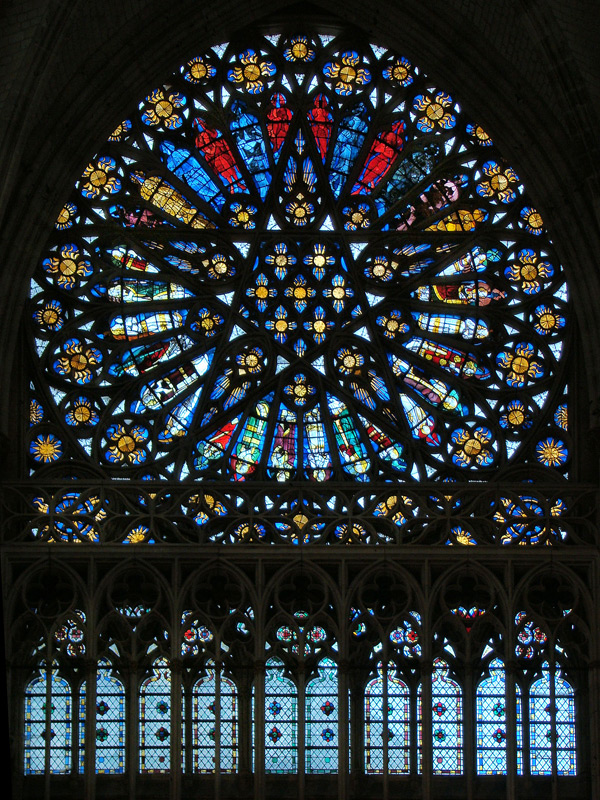
il rosone nord, sinistro

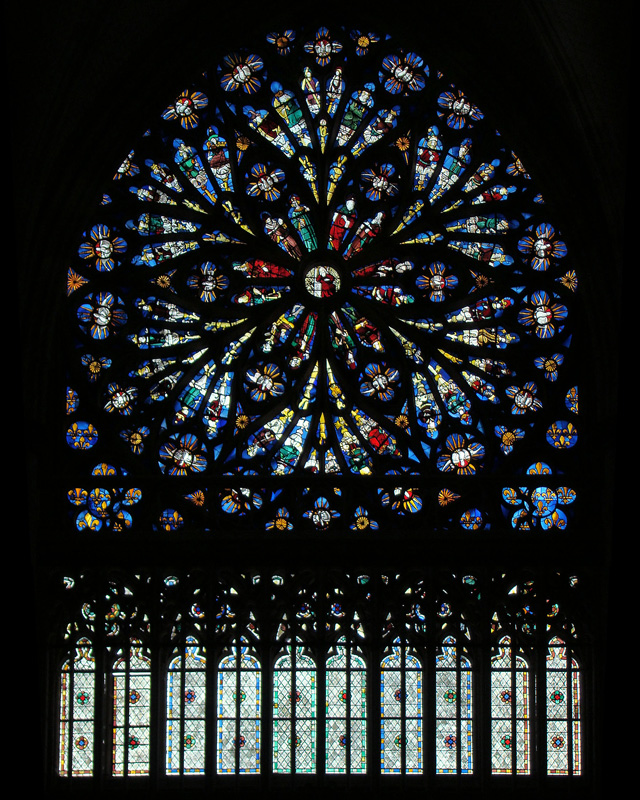
il rosone sud, destro

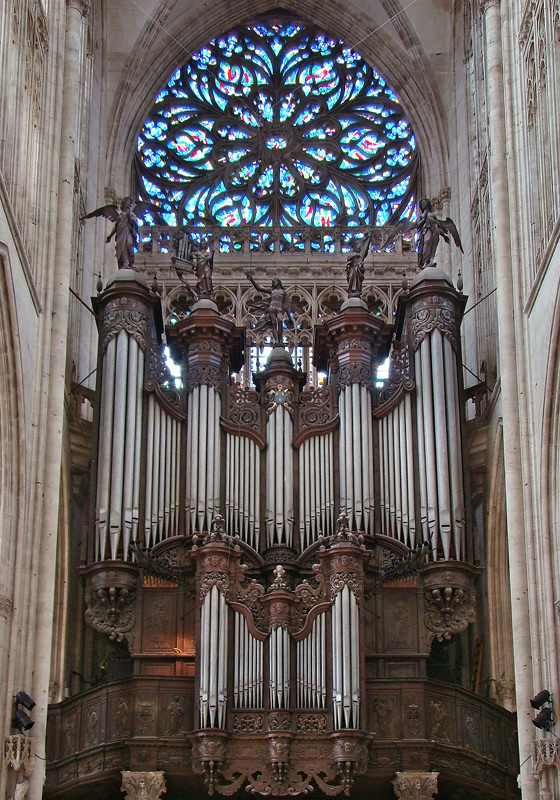
il Grand'Organo

L'Abbazia benedettina, di cui faceva parte la chiesa, una delle più importanti e potenti della Normandia, venne fondata nel 553 e dedicata a San Pietro. La prima chiesa in questo luogo era una basilica merovingia ove Sant'Audoeno vi fu seppellito nel 684 dando da allora il nome all'Abbazia.
Rovinata dai Vichinghi nell'841, la chiesa venne ricostruita in stile romanico, secondo i canoni carolingi, dall'Abate Nicola di Normandia a partire dal 1062, il quale acquisì nel 1090 dall'abate di Soissons numerose reliquie. L'edificio, maestoso, venne consacrato il 17 ottobre 1126 e il corpo di Sant'Audoeno e le altre reliquie vi furono trasferite il 26 ottobre.
Tuttavia la chiesa venne gravemente devastata da un incendio nel 1248, e in seguito vide il crollo del coro. 
Nel 1318 l'abate Jean Roussel detto Abbé Marc d'Argents ne decise e diresse la totale ricostruzione. Il nuovo ambizioso cantiere, l'attuale, rimarca le fondamenta dell'edificio precedente, dalle dimensioni di vera e propria cattedrale. I lavori, concepiti in un mirabile stile gotico-fiammeggiante vennero affidati al Mastro-costruttore Alexandre de Berneval, ma procedettero assai lentamente, rallentati dalla pesante Guerra dei Cent'anni. Infatti il piedicroce venne terminato solo nel 1537 e la facciata principale solo nell'Ottocento.

## Descrizione

### Esterno
La Chiesa di Saint-Ouen si presenta dalle dimensioni maestose, addirittura appena superiori a quelle di Notre-Dame di Parigi, e in una sfavillante veste gotico-fiammeggiante ricchissima di trafori, statue, decorazioni, archi rampanti. Ha pianta a croce latina e secondo la tipica tradizione normanna presenta una torre nolare sulla crociera. Il coro, dall'abside pentagonale e cinto da undici cappelle radiali, è una meraviglia del gotico-fiorito in un'armonia di forme e di equilibri. Sul fianco settentrionale del coro, si erge la cosiddetta Tour aux Clercs poggiante su un'absidiola, è l'unica vestigia della chiesa romanica precedente. Al fianco nord del piedicroce si addossa l'unica galleria superstite del chiostro gotico.

#### Portale dei Grotteschi
Spicca sulla facciata laterale del transetto destro il bel Portail des Marmousets, Portale dei Grotteschi, preceduto da un portico quattrocentesco dalla volta a chiavi pendenti. La parte inferiore dei piedritti e del pilastro centrale, sono scolpiti con quaranta medaglioni quadrilobati raffiguranti la Vita di Sant'Audoeno dove la cui statua troneggia sul pilastro centrale. Nel timpano sono l Storie della Vergine.

#### La facciata principale
La facciata venne compiuta e rimodellata in stile neogotico fra il 1846 e il 1851, secondo i progetti dell'architetto Henri Grégoire, ispirati alla facciata del Duomo di Colonia. Le basi delle torri del XVI secolo venne distrutte e rifatte, unico elemento originale è il pregevole rosone.

### L'interno
L'imponente e vasto interno, con grande transetto e coro a deambulatorio, si presenta luminosissimo. Il piedicroce è diviso in tre navate da possenti pilastri a fascio senza capitelli che reggono alte volte a crociera costolonate. Fra i pilastri si aprono gli archi ogivali al di sopra dei quali corre la leggerissima galleria del triforio sormontata dal cleristorio. Secondo il tipico gusto dello stile gotico-fiammeggiante, tutta la struttura architettonica è ridotta al minimo delle murature, infatti tutte le pareti delle navate laterali, del triforio e del cleristorio risultano completamente aperte da immensi finestroni vetrati.
Il Coro è chiuso da pregevoli cancellate in ferro battuto eseguite fra il 1740 e il 1749 da Nicolas Flambart. All'interno del recinto sono conservati stalli seicenteschi, e sopra le grandi arcate, sotto il triforio, sussistono pitture murali del XIV secolo. L'altar maggiore, in ottone dorato è opera dell'architetto Sauvageot realizzata dall'atelier Poussielgue-Rusand nel 1885.

### Vetrate
Tutti i finestroni della chiesa sono dotati di vetrate che costituiscono un prezioso insieme di grande omogeneità e coerenza, tutte realizzate fra il XIV e il XV secolo.
Il ciclo di vetrate che orna la navata centrale raffigura unicamente personaggi in piedi, data l'elevata altezza dell'edificio che rende impossibile la lettura di scene religiose più piccole. Sul lato sinistro sono i Patriarchi, i Profeti e le Sibille; mentre sul lato destro Santi, Prelati e Apostoli.
Essendo una chiesa abbaziale, non presenta cappelle ai lati delle navate laterali, così ogni campata sfocia direttamente su una vetrata, qui raffiguranti Scene religiose inquadrate da grandi cornici architetturali di finissima esecuzione.
Nelle finestre alte del coro continua la serie di personaggi in piedi. Sola eccezione fa la finestra absidale, moderna, che rappresenta la Crocifissione di Gesù, e fu realizzata da Max Ingrand.
Alle finestre delle cappelle radiali si trova il più grande ciclo di vetrate trecentesche di Francia, che rappresenta la Vita dei Santi onorati nell'abbazia.
Splendidi rosoni sono incastonati nelle facciate del transetto e nella facciata principale. Quello del transetto destro è decorato da un'opera del Mastro-vetraio Alexandre de Berneval raffigurante l'Albero di Jesse; quello del transetto sinistro, dal particolare disegno stellare a indicare la Stella polare, mostra la Gerarchie angeliche, realizzato Colin de Berneval, figliodel precedente. Il rosone della facciata principale, invece, reca vetrate moderne astratte dalle forti tinte blu, in netto contrasto col resto del ciclo pittorico.

### Organo
La chiesa possiede un pregevole organo, che insieme a quello della Chiesa di Saint-Sulpice di Parigi è il più famoso di Francia. Possiede una fastosa mostra d'organo barocca del 1630. Lo strumento originale venne costruito da Crespin Carlier nel 1630, ma nel 1890 venne ricostruito dal celebre organaro Cavaillé-Coll. I suoi 4 manuali e i 64 registri ispirarono al compositore Charles-Marie Widor la sua Sinfonia gotica nº 9 Po. 70, che dedicò a questo strumento.

## Dimensioni
| Lunghezza: 137 m                 |
| Altezza delle volte: 33 m        |
| Larghezza del piedicroce: 26 m   |
| Larghezza del transetto: 54 m    |
| Altezza della Torre nolare: 82 m |